# Piotr Fijas
Piotr Władysław Fijas, född 27 juni 1958 i Bielsko-Biała, är en polsk tidigare backhoppare, som tävlade för BBTS Włókniarz, Bielsko-Biała, och nuvarande backhoppstränare.

## Karriär
Piotr Fijas kom med i det polska landslaget 1976, 18 år gammal. Han klarade dock inte att kvalificera sig till Olympiska vinterspelen 1976 i Innsbruck. Hans första stora mästerskap var Världsmästerskapen  1978 i Lahtis. Där tog han en artondeplats i stora backen.
Fijas deltog i tre Olympiska vinterspel: Lake Placid 1980, Sarajevo 1984 och Calgary 1988. Hans bästa placering kom i normalbacken i Sarajevo 1984, der han tog sjundeplatsen. I världscupen  presterade han som bäst säsongen 1984/1985 med en tolfteplats totalt (han tävlade i allt åtta säsonger i världscupen mellan 1976 och 1987). Han har tre segrar i deltävlingar i världscupen, i Zakopane och Saint-Nizier-du-Moucherotte, Grenoble 1980 och i Liberec 1986. Efter OS i Calgary 1988 var Fijas tvungen att avsluta backhopparkarriären på grund av skador.
Piotr Fijas hade sin största styrka i skidflygning. Han vann en bronsmedalj i Världsmästerskapen i skidflygning 1979 i Planica. Han satte världsrekord med 194 meter i Planica 14 mars 1987. Han fick behålla rekordet i sju år. Martin Höllwarth, Österrike hoppade 196 meter i Planica 17 mars 1994.

## Senare karriär
Piotr Fijas är för tiden assistenttränare för det polska landslaget.